# Aminata Dramane Traoré
Aminata Dramane Traoré (Bamako, 1947) és una política, escriptora i activista antiglobalització i pel dret de les dones, maliana, exministra de Cultura i excandidata a la Presidència de Mali.

## Biografia
Nascuda el 1947 a la capital de Mali, en una modesta família de dotze fills, Traoré va estudiar a l'escola Maginot i va continuar la seva educació a la Universitat de Caen, a França. Té un doctorat en Psicologia social i un grau en Psicopatologia. Com a científica social, va impartir docència a l'Institut d'etnosociologia de la Universitat d'Abidjan, a Costa d'Ivori, i va treballar per a diverses organitzacions, tant d'àmbit nacional com internacional.
Fou nomenada ministra de Cultura i Turisme de Mali sota el govern d'Alpha Oumar Konaré, càrrec que exercí entre 1997 i 2000, any en què va dimitir per, segons ella, poder mantenir el seu dret a la llibertat d'expressió. També va treballar com a coordinadora del Programa de les Nacions Unides per al Desenvolupament; és coordinadora del Fòrum per un altre Mali, coordinadora adjunta de la Xarxa Internacional per a la Diversitat Cultural; fou responsable de l'organització de la convocatòria a Bamako del Fòrum Social Mundial el 2006, i fou elegida membre de la junta directiva de l'Inter Press Service el juliol de 2005. També és membre del comitè científic de la Fundació IDEAS, un think tank socialista espanyol. Traoré també exerceix com a empresària: és propietària d'un restaurant de luxe i una casa d'hostes per a turistes a Bamako, construïts amb materials locals.

## Activisme
Pels drets de les dones
Critica que la condició femenina a l'Àfrica estigui directament relacionada amb l'entorn econòmic i social, on les prioritats de les dones són no caure malalta per la manca de recursos per aconseguir medicació, no morir en donar a llum i que els marits tinguin feina, per sobre de l'educació bàsica. Defensa que tiren endavant quan se'ls dona la possibilitat d'anar a escola, però el Banc Mundial va arribar els anys 1980 a trencar l'impuls dels estats que estaven implantant sistemes d'educació per a les nenes.
Compromís altermundista
Militant antiglobalització, és una destacada crítica de les polítiques econòmiques dels estats més desenvolupats, tan a l'Àfrica com a la resta del planeta; s'ha compromès en la lluita contra el liberalisme, al qual considera responsable de mantenir la pobresa a Mali i a l'Àfrica en general. Traoré defensa que els governs africans continuen els preceptes dels països occidentals, que donen lloc als «plans i programes dels banquers internacionals i les grans potències del Nord», porten a la població a la pobresa i generen fenòmens de violència i l'emigració cap a Europa entre la població més jove; demana als líders africans que reaccionin enfront del neocolonialisme.
Traoré es va posicionar a favor del president de Zimbabwe Robert Mugabe en la gestió del país, tenint en compte que del que se l'acusava (col·lapse de l'economia, no-respecte dels drets humans, empobriment de la població) seria en gran part causa de les polítiques i l'incompliment en establir les mesures pertinents pel canvi de l'antiga potència colonial, el Regne Unit. També va defensar Ahmed Sékou Touré, el president de Guinea, adduint que la mala reputació i els intents d'exterminar els fulbes de Fouta-Djalon sorgien per la propaganda i la desinformació.

## Obra
El 1999, va publicar L'étau. L'Afrique dans un monde sans frontières (Actes Sud), un assaig que denuncia les polítiques de les institucions de Bretton Woods, el Banc Mundial i el Fons Monetari Internacional, que requereixen l'aplicació dels plans d'ajust estructural que empobrirà l'Àfrica. El 2002, Le Viol de l'Imaginaire (Fayard/Actes Sud), en què denuncia els mecanismes que priven l'Àfrica dels seus recursos naturals, financers i humans. El 2005, Lettre au Président des Français à propos de la Côte d'Ivoire et de l'Afrique en général, en què analitza les crisis africanes en el març francès a la llum de la globalització liberal, i el 2008, L'Afrique humiliée (Fayard), on es critica durament el pensament i discurs racista i neocolonialista de Nicolas Sarkozy a Dakar el juliol de 2007. També col·laborà amb Jean-Louis Martinelli en l'obra de teatre Une nuit à la présidence, el 2014.